# Блајд (Џорџија)
Блајд (Џорџија) (енгл. Blythe) град је у америчкој савезној држави Џорџија. По попису становништва из 2010. у њему је живело 721 становника.

## Демографија
Према попису становништва из 2010. у граду је живело 721 становника, што је 3 (0,4%) становника више него 2000. године.
| Група             | 2000.       | 2010.       |
| Белци             | 576 (80,2%) | 567 (78,6%) |
| Афроамериканци    | 102 (14,2%) | 101 (14,0%) |
| Азијати           | 0 (0,0%)    | 4 (0,6%)    |
| Хиспаноамериканци | 23 (3,2%)   | 31 (4,3%)   |
| Укупно            | 718         | 721         |